# Kamarádi pana Semtamťuka
Kamarádi pana Semtamťuka je český animovaný večerníček, pojednávající o postižené holčičce Alence, o jejím kamarádovi Vašíkovi a o vynálezci panu Semtamťukovi. Premiérově byl vysílán v roce 2001.

## Seznam dílů
Každý díl má délku 7 minut.
1. Pilulky
2. Zelený hrdina
3. Zázračný deštník
4. Prstýnek
5. Hrneček
6. Náušnice
7. Klobouk